# سیمون آلسیو
سیمون پرینس آلِسیو (زاده ۱۴ آوریل ۲۰۰۰) یک تکواندو ایتالیایی است. او در فینال سبک‌وزن مردان در مسابقات قهرمانی تکواندو جهان ۲۰۱۹ قرار دارد.